# Haplochromis saxicola
Haplochromis saxicola là một loài cá thuộc họ Cichlidae. Loài này có ở Tanzania và Uganda. Môi trường sống tự nhiên của chúng là hồ nước ngọt.